# Charly Maucher

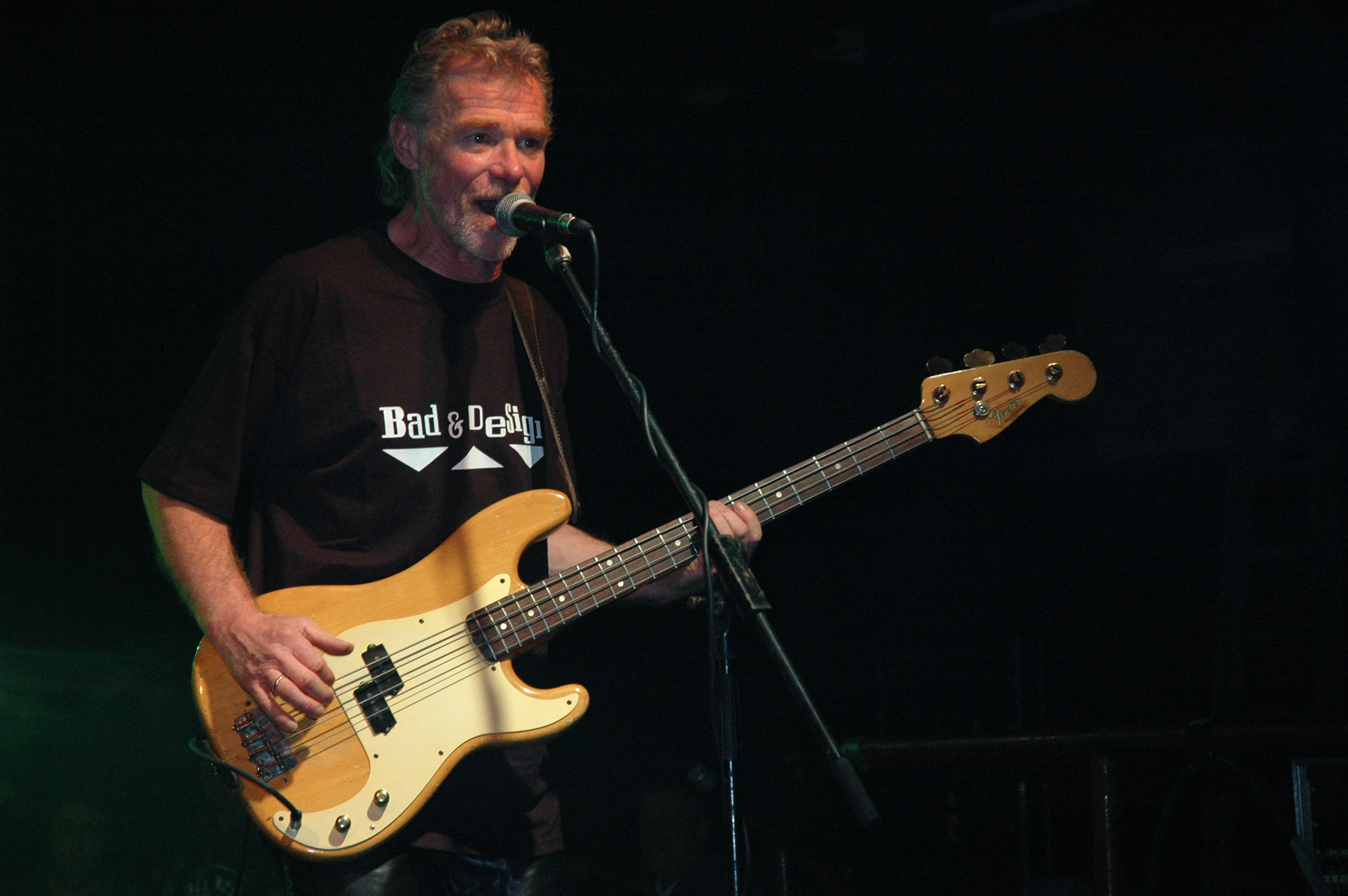
Charly Maucher, live mit Jane im Dezember 2004

Norbert „Charly“ Maucher, auch Charlie Maucher (* 6. Mai 1947 in Hannover; † 28. August 2019 in Kanada), war ein deutscher Rockmusiker und Komponist. Er spielte neben der Akustikgitarre vor allem Bassgitarre und galt als „einer der besten Sänger der Krautrock-Szene“ (Rocktimes). Maucher war Mitbegründer der deutschen Rockband Jane.

## Leben und Karriere
Charly Maucher startete seine Musikerkarriere in den 1960er-Jahren und spielte als Bassist in verschiedenen deutschen Rockmusik-Bands. Er begann 1965 bei der Band Lime Lights, wechselte 1966 zu der Formation Scarengers und spielte von 1967 bis 1969 bei den Coffinbeats.
1970 gründete Maucher (E-Bass und Gesang) zusammen mit Werner Nadolny (Keyboard), Peter Panka (Schlagzeug, Gesang) und Klaus Hess (Gitarre) die Band Jane, die erstmals im Dezember 1970 in Hannover öffentlich auftrat. Anfang 1971 kam noch der Sänger Bernd Pulst zur Band hinzu. Das Debütalbum Together erschien im Jahr 1972 bei Brain Metronome; an den Aufnahmen zum zweiten Jane-Album konnte Maucher krankheitsbedingt nicht teilnehmen. Die Band Jane wurde rasch zu einem erfolgreichen Vertreter des Genres Krautrock und hatte zahlreiche Auftritte in ganz Europa. Nachdem Nadolny aus der Band ausgestiegen war, folgte 1974 das Album Jane III, bei dem der Gesang vorwiegend von Maucher stammt. Danach verließ Maucher ebenfalls nach internen Streitigkeiten die Band.
Von 1975 bis 1977 spielte er bei der Formation Harlis, mit der er 1976 das Debütalbum Harlis aufnahm. 1977 folgte das Konzeptalbum Night Meets the Day, das im Seefahrtsmilieu spielt und in der damals aktuellen Kunstkopftechnik aufgenommen wurde. Nach dem Ausscheiden von Maucher löste sich die Band auf, unter anderem auch wegen mangelnden kommerziellen Erfolgs.
1980 nahm er sein eigenes Solo-Album Performance auf, wofür er (E-Bass, Gesang, Gitarre) die Musiker Ulli Böttcher (Gitarre), Wolfgang Krantz (Piano, Keyboard) und Peter Panka (Schlagzeug, Gesang) engagierte. Das Album erschien als LP bei Teldec.
Danach arbeitete Maucher am Rockballett Warlock von Jon Symon (Text und Musik) und Lothar Höfgen (Choreografie) am Niedersächsischen Staatstheater in Hannover mit, das 1983/84 sehr erfolgreich war und deutschlandweit als Gastspiel aufgeführt wurde. Von den ehemaligen Jane-Musikern waren beim Rockballett Warlock dabei: Peter Panka, Charly Maucher und Werner Nadolny. Außerdem war der Gitarrist Detlef Klamann beteiligt, der später zu der dann wieder reformierten Band Jane gehörte.
Ende der 1980er und in den 1990er Jahren wurde es ruhiger um Maucher, wie auch um andere Musiker der Krautrock-Szene, bis dieses Rockmusikgenre seit Anfang der 2000er-Jahre erneut populär wurde. 1999 spielte er bei der Formation Dr. Glue.
Seit 2000 spielte Maucher wieder bei einer der reformierten Jane-Folgebands, bei Peter Panka’s Jane zusammen mit Peter Panka, Werner Nadolny und Klaus Walz. Nachdem die Band Jane 1994 zusammengebrochen war, gab es eine gerichtliche Auseinandersetzung um die Namensrechte. Ein Gerichtsurteil legte fest, dass jeder der drei Musiker, Panka, Nadolny, Hess, sich „Jane“ nennen darf, aber nur mit Zusatz. So nannten Peter Panka und Werner Nadolny sich zunächst „Pano’s Jane“ und später „Peter Panka’s Jane“, während die Formation um Klaus Hess sich den Namen „Mother Jane“ gab.
Peter Panka’s Jane veröffentlichte mehrere CDs, trat 2004 im Rockpalast auf und tourte 2006 durch Deutschland und die Schweiz. Nach dem Tod von Peter Panka im Juni 2007 wurde die Band auf dessen Wunsch weitergeführt; Nadolny, Maucher und Walz verpflichteten daher den Schlagzeuger Fritz Randow (Eloy, Epitaph) und den Gitarristen und Sänger Arndt Schulz (Harlis). 2008 schied Nadolny aus und wurde durch Wolfgang Krantz ersetzt, der bereits an früheren Jane-Alben beteiligt war. Die Band tritt seitdem unter dem Namen „jane“ auf.
Charly Maucher lebte mit seiner Frau in Kanada und kam jeweils zu Konzerten und Studioaufnahmen nach Deutschland.
Im Jahre 2017 erkrankte Maucher an Leukämie, erholte sich aber bis 2019 so gut, dass er wieder Konzerte spielen konnte. Er muss jedoch einen Rückfall erlitten haben, denn laut Mitteilung seines Bandkollegen Klaus Walz vom 30. August 2019 auf dessen Facebook-Seite verstarb Charly Maucher am 28. August 2019.

## Diskografie (Auswahl)
Solo-Album:
- Performance, von Charly Maucher Band, Album, LP, Teldec 1980

Beteiligungen (Maucher: E-Bass, Gesang, Akustikgitarre):
- Together, von Jane, Album, LP, Brain Metronome 1972
- Jane III, von Jane, Album, LP, 1974
- Harlis, von Harlis, Album, LP, 1976
- Night Meets the Day, von Harlis, Konzeptalbum in Kunstkopftechnik, LP, 1977
- Germania, von Jane, Album, LP, 1982
- Genuine, von Jane, Album, CD, 2002
- Live 2002, von Peter Panka’s Jane, Album, CD, 2002
- Shine On, von Peter Panka’s Jane, Album, CD, 2003
- Voices, von Peter Panka’s Jane, Album, CD, Cool & Easy Records 2006
- Voices (überarbeitete Ausgabe), von Peter Panka’s Jane, Album, CD, 2007
- Live at Metas, von Peter Panka’s Jane, Album, CD, 2007
- Tribute to Peter Panka, DVD vom Konzert in Hannover 2007, Herausgabe 2008